# Campionati francesi di sci alpino 2012
I Campionati francesi di sci alpino 2012 si sono svolti all'Alpe d'Huez dal 27 marzo al 1º aprile. Il programma ha incluso gare di discesa libera, supergigante, slalom gigante e slalom speciale, tutte sia maschili sia femminili, e una di supercombinata, solo femminile.
Trattandosi di competizioni valide anche ai fini del punteggio FIS, vi hanno partecipato anche sciatori di altre federazioni, senza che questo consentisse loro di concorrere al titolo nazionale francese.

## Risultati

### Uomini

#### Discesa libera
| Pos. | Atleta                | Nazione     | Tempo   |
| ---- | --------------------- | ----------- | ------- |
| 1    | Adrien Théaux         | Francia     | 1:22,03 |
| 2    | Alexandre Pasquier    | Francia     | 1:22,48 |
| 3    | Valentin Giraud Moine | Francia     | 1:22,72 |
| 4    | Johan Clarey          | Francia     | 1:22,91 |
| 5    | Yannick Bertrand      | Francia     | 1:22,92 |
| 6    | Alexandre Bouillot    | Francia     | 1:23,01 |
| 7    | Guillermo Fayed       | Francia     | 1:23,23 |
| 8    | François Place        | Francia     | 1:23,30 |
| 9    | Blaise Giezendanner   | Francia     | 1:23,52 |
| 10   | Marvin van Heek       | Paesi Bassi | 1:23,61 |

Data: 27 marzo

Località: Alpe d'Huez

Ore: 

Pista: 

Partenza: 

Arrivo: 

Dislivello: 

Tracciatore:

#### Supergigante
| Pos. | Atleta                   | Nazione | Tempo   |
| ---- | ------------------------ | ------- | ------- |
| 1    | Gauthier de Tessières    | Francia | 1:24,47 |
| 2    | Thomas Mermillod Blondin | Francia | 1:24,69 |
| 3    | Johan Clarey             | Francia | 1:24,72 |
| 4    | Adrien Théaux            | Francia | 1:24,75 |
| 5    | Victor Muffat Jeandet    | Francia | 1:24,88 |
| 6    | Alexandre Bouillot       | Francia | 1:25,15 |
| 7    | Thomas Frey              | Francia | 1:25,17 |
| 8    | François Place           | Francia | 1:25,22 |
| 9    | Guillermo Fayed          | Francia | 1:25,25 |
| 10   | Yannick Bertrand         | Francia | 1:25,43 |

Data: 28 marzo

Località: Alpe d'Huez

Ore: 

Pista: 

Partenza: 

Arrivo: 

Dislivello: 

Tracciatore:

#### Slalom gigante
| Pos. | Atleta                   | Nazione   | Tempo   |
| ---- | ------------------------ | --------- | ------- |
| 1    | Alexis Pinturault        | Francia   | 1:40,01 |
| 2    | Thomas Mermillod Blondin | Francia   | 1:40,10 |
| 3    | Cyprien Richard          | Francia   | 1:40,15 |
| 4    | Kryštof Krýzl            | Rep. Ceca | 1:40,45 |
| 5    | Steve Missillier         | Francia   | 1:40,49 |
| 6    | Gauthier de Tessières    | Francia   | 1:40,59 |
| 7    | Thomas Frey              | Francia   | 1:40,64 |
| 8    | François Place           | Francia   | 1:40,76 |
| 9    | Gabriel Rivas            | Francia   | 1:40,82 |
| 10   | Nicolas Lambert          | Francia   | 1:40,90 |

Data: 29 marzo

Località: Alpe d'Huez

1ª manche:

Ore: 

Pista: 

Partenza: 

Arrivo: 

Dislivello: 

Tracciatore:
2ª manche:

Ore: 

Pista: 

Partenza: 

Arrivo: 

Dislivello: 

Tracciatore:

#### Slalom speciale
| Pos. | Atleta                         | Nazione   | Tempo   |
| ---- | ------------------------------ | --------- | ------- |
| 1    | Steve Missillier               | Francia   | 1:44,61 |
| 2    | Thomas Mermillod Blondin       | Francia   | 1:45,09 |
| 3    | Alexis Pinturault              | Francia   | 1:45,56 |
| 4    | Maxime Tissot                  | Francia   | 1:46,02 |
| 5    | François Place                 | Francia   | 1:46,34 |
| 6    | Nicolas Thoule                 | Francia   | 1:47,10 |
| 7    | Cristian Javier Simari Birkner | Argentina | 1:47,91 |
| 8    | Robin Buffet                   | Francia   | 1:48,00 |
| 9    | Rudy Castellon                 | Francia   | 1:48,33 |
| 10   | Nicolas Saatdjian              | Francia   | 1:48,80 |

Data: 30 marzo

Località: Alpe d'Huez

1ª manche:

Ore: 

Pista: 

Partenza: 

Arrivo: 

Dislivello: 

Tracciatore:
2ª manche:

Ore: 

Pista: 

Partenza: 

Arrivo: 

Dislivello: 

Tracciatore:

### Donne

#### Discesa libera
| Pos. | Atleta              | Nazione | Tempo   |
| ---- | ------------------- | ------- | ------- |
| 1    | Marion Rolland      | Francia | 1:31,16 |
| 2    | Anne-Sophie Barthet | Francia | 1:22,64 |
| 3    | Camilla Borsotti    | Italia  | 1:23,16 |
| 4    | Marion Pellissier   | Francia | 1:23,72 |
| 5    | Estelle Alphand     | Francia | 1:23,74 |
| 5    | Tessa Worley        | Francia | 1:23,74 |
| 7    | Jennifer Piot       | Francia | 1:24,32 |
| 8    | Romane Miradoli     | Francia | 1:24,46 |
| 9    | Alexandra Coletti   | Monaco  | 1:24,71 |
| 10   | Marine Gauthier     | Francia | 1:25,00 |

Data: 31 marzo

Località: Alpe d'Huez

Ore: 

Pista: 

Partenza: 

Arrivo: 

Dislivello: 

Tracciatore:

#### Supergigante
| Pos. | Atleta              | Nazione | Tempo   |
| ---- | ------------------- | ------- | ------- |
| 1    | Marion Rolland      | Francia | 1:28,13 |
| 2    | Anne-Sophie Barthet | Francia | 1:28,92 |
| 3    | Romane Miradoli     | Francia | 1:28,97 |
| 4    | Estelle Alphand     | Francia | 1:29,48 |
| 4    | Marine Gauthier     | Francia | 1:29,48 |
| 4    | Tessa Worley        | Francia | 1:29,48 |
| 7    | Aurélie Revillet    | Francia | 1:29,55 |
| 8    | Janina Schenk       | Italia  | 1:29,61 |
| 9    | Taïna Barioz        | Francia | 1:29,80 |
| 10   | Anémone Marmottan   | Francia | 1:29,84 |

Data: 29 marzo

Località: Alpe d'Huez

Ore: 

Pista: 

Partenza: 

Arrivo: 

Dislivello: 

Tracciatore:

#### Slalom gigante
| Pos. | Atleta                | Nazione | Tempo   |
| ---- | --------------------- | ------- | ------- |
| 1    | Marion Bertrand       | Francia | 1:45,56 |
| 2    | Tessa Worley          | Francia | 1:45,90 |
| 3    | Anne-Sophie Barthet   | Francia | 1:46,04 |
| 4    | Clara Direz           | Francia | 1:46,49 |
| 5    | Nastasia Noens        | Francia | 1:46,66 |
| 6    | Marion Pellissier     | Francia | 1:46,67 |
| 7    | Anna Hofer            | Italia  | 1:46,68 |
| 8    | Elena Curtoni         | Italia  | 1:46,81 |
| 9    | Coralie Frasse Sombet | Francia | 1:46,86 |
| 10   | Marion Rolland        | Francia | 1:46,94 |

Data: 28 marzo

Località: Alpe d'Huez

1ª manche:

Ore: 

Pista: 

Partenza: 

Arrivo: 

Dislivello: 

Tracciatore:
2ª manche:

Ore: 

Pista: 

Partenza: 

Arrivo: 

Dislivello: 

Tracciatore:

#### Slalom speciale
| Pos. | Atleta              | Nazione | Tempo   |
| ---- | ------------------- | ------- | ------- |
| 1    | Nastasia Noens      | Francia | 1:45,07 |
| 2    | Marion Bertrand     | Francia | 1:45,81 |
| 3    | Federica Brignone   | Italia  | 1:46,33 |
| 4    | Elena Curtoni       | Italia  | 1:46,47 |
| 5    | Tessa Worley        | Francia | 1:46,54 |
| 6    | Taïna Barioz        | Francia | 1:46,78 |
| 7    | Mireia Gutiérrez    | Andorra | 1:47,50 |
| 8    | Janina Schenk       | Italia  | 1:47,51 |
| 9    | Sandrine Aubert     | Francia | 1:47,84 |
| 10   | Francesca Marsaglia | Italia  | 1:47,98 |

Data: 27 marzo

Località: Alpe d'Huez

1ª manche:

Ore: 

Pista: 

Partenza: 

Arrivo: 

Dislivello: 

Tracciatore:
2ª manche:

Ore: 

Pista: 

Partenza: 

Arrivo: 

Dislivello: 

Tracciatore:

#### Supercombinata
| Pos. | Atleta                | Nazione | Tempo   |
| ---- | --------------------- | ------- | ------- |
| 1    | Nastasia Noens        | Francia | 2:09,75 |
| 2    | Estelle Alphand       | Francia | 2:09,84 |
| 3    | Tessa Worley          | Francia | 2:09,96 |
| 4    | Romane Miradoli       | Francia | 2:10,01 |
| 5    | Taïna Barioz          | Francia | 2:10,33 |
| 6    | Marion Pellissier     | Francia | 2:10,38 |
| 7    | Coralie Frasse Sombet | Francia | 2:11,42 |
| 8    | Joséphine Forni       | Francia | 2:11,60 |
| 9    | Lucie Piccard         | Francia | 2:11,79 |
| 10   | Laurie Moncenix       | Francia | 2:11,97 |

Data: 1º aprile

Località: Alpe d'Huez

1ª manche:

Ore: 

Pista: 

Partenza: 

Arrivo: 

Dislivello: 

Tracciatore:
2ª manche:

Ore: 

Pista: 

Partenza: 

Arrivo: 

Dislivello: 

Tracciatore: